# Rolf Beyer (Basketballfunktionär)
Rolf Beyer (* 26. November 1971) ist ein deutscher Basketballfunktionär.

## Leben
Beyer bestand 1991 sein Abitur in Lindenberg im Allgäu und studierte bis 1997 Betriebswirtschaftslehre an der Otto-Friedrich-Universität Bamberg. Ab Dezember 1997 war er im Logistikbereich für die Brose Fahrzeugteile GmbH & Co. KG in Hallstadt tätig und leitete ab 2001 den Bereich „Montage Fensterheber“. Ab August 2005 gehörte er zur kaufmännischen Leitung des Unternehmens und hatte das Amt des Prokuristen inne.
Zum 1. Juli 2014 trat Beyer den Posten des Geschäftsführers der Bamberger Basketball GmbH, dem Betreiber der Basketball-Bundesliga-Mannschaft Brose Bamberg als Nachfolger von Wolfgang Heyder an, nachdem er zuvor bereits bei der Vorgänger-GmbH „Franken 1st GmbH“ auf kaufmännischer und organisatorischer Ebene mitgearbeitet hatte und im November 2013 stellvertretender Vorsitzender des Aufsichtsrats geworden war. Von Oktober 2015 bis Juli 2017 war er zudem Geschäftsführer der Baunacher Sport und Event GmbH. Zum 1. Januar 2015 wurde Beyer darüber hinaus zweiter Vorsitzender des „Brosebaskets e.V.“. Von Juli 2015 bis Juli 2018 gehörte er dem Präsidium der Arbeitsgemeinschaft Basketball-Bundesliga an.
Im September 2018 gab Brose Bamberg bekannt, dass Beyer zum Jahresende 2018 als Geschäftsführer der Bamberger Basketball GmbH aus dem Amt scheiden würde. Ende November 2018 kam es zwischen Beyer und der Bamberger Basketball GmbH zur sofortigen Trennung, „Grund waren finanzielle Unregelmäßigkeiten“, hieß es in der zugehörigen Mitteilung Brose Bambergs. Michael Stoschek, Aufsichtsratsvorsitzender der Betreibergesellschaft, wurde in einer weiteren Meldung auf der Internetseite Brose Bambergs mit den Worten zitiert: „Ich habe mit Rolf Beyer über viele Jahre persönlich sehr gut und vertrauensvoll zusammengearbeitet. Umso mehr bedauere ich seine gravierenden Managementfehler, die uns zu diesen Konsequenzen gezwungen haben.“ In Beyers Amtszeit als Geschäftsführer fielen Brose Bambergs Meistertitel 2015, 2016 und 2017 sowie der Pokalsieg 2017. Ende März 2019 kündigte Brose Bamberg an, Beyer in Regress nehmen zu wollen, nachdem die Betreibergesellschaft der Mannschaft von der Basketball-Bundesliga wegen „falscher Angaben über eingegangene Verpflichtungen und versäumter Informationen über die Finanzlage“ mit einer Geldstrafe von 40 000 Euro belegt worden war. Beyer wurde nach seinem Ausscheiden bei Brose Bamberg in der Geschäftsführung eines Scheßlitzer Betriebs, der pflanzliche Naturprodukte herstellt, tätig.
Ab 2023 brachte sich Beyer unterstützend in die Arbeit des TSV Breitengüßbach ein. Bei dem Verein wurde er stellvertretender Vorsitzender der Basketballabteilung.